# Effet miroir (parapente)
Pour les articles homonymes, voir Effet miroir.
 (mai 2012).
Si vous disposez d'ouvrages ou d'articles de référence ou si vous connaissez des sites web de qualité traitant du thème abordé ici, merci de compléter l'article en donnant les références utiles à sa vérifiabilité et en les liant à la section « Notes et références ».
L'effet miroir est l'interaction entre le parachute de secours et le parapente volant en opposition, et induisant un taux de chute plus important que le parachute de secours seul.

Autrement dit, une fois le parachute de secours ouvert, il faut absolument neutraliser la voile principale, en tirant sur les suspentes B ou C.

Si la voile est cravatée ou partiellement fermée, il est peut-être préférable de l'affaler complètement.